# José Antonio Nieves Conde
José Antonio Nieves Conde, né le 22 décembre 1911, à Ségovie (Castille-et-León) et décédé le 14 septembre 2006, est un scénariste et réalisateur espagnol.

## Biographie
Ancien critique de la revue Primer Plano, revue cinématographique d'obédience franquiste, il devient metteur en scène avec un film policier, Senda ignorada (1946). Il réalise en 1950 un des films les plus symboliques de l'ère franquiste, Balarrasa (Le Noceur). L'année suivante, il tourne pourtant Surcos (1951), d'inspiration néo-réaliste. L'échec de ce film le conduira, comme beaucoup d'autres, à limiter la portée sociale et politique de ses réalisations. En 1955, dans la grande période du cinéma noir barcelonais, il donne une œuvre réussie, Los peces rojos.

## Filmographie (en tant que réalisateur)
- 1946 : Senda ignorada (es)
- 1947 : Angustia (es)
- 1949 : Llegada de noche (es)
- 1950 : Black Jack, coréalisé avec Julien Duvivier
- 1951 : Le Noceur (Balarrasa)
- 1951 : Les Déracinés (Surcos)[3]
- 1952 : El cerco del diablo (es)
- 1954 : Rebeldía (en)
- 1955 : Los peces rojos (es)
- 1956 : La legión del silencio (es)
- 1956 : Todos somos necesarios (es)
- 1956 : Dernière Escale (de) (Zwischen Zeit und Ewigkeit), coréalisé avec Arthur Maria Rabenalt
- 1957 : El inquilino (es)
- 1960 : Don Lucio y el hermano Pío (es)
- 1961 : Prohibido enamorarse (es)
- 1964 : El sonido de la muerte
- 1965 : El diablo también llora
- 1966 : Cotolay (es)
- 1971 : Historia de una traición
- 1971 : Martha
- 1973 : Las señoritas de mala compañía (es)
- 1974 : La revolución matrimonial (en)
- 1976 : Volvoreta
- 1976 : Más allá del deseo
- 1977 : Casa Manchada (es)